# 杨漌
杨漌（？—？），雲南省昆明府昆明縣人，是一名清朝政治人物。荫生出身。
杨漌曾于乾隆二十三年（1758年）接替愈大受任邵武府知府一职，乾隆年间由冯拭接任。